# Makhaya Ntini
Makhaya Ntini est un joueur de cricket international sud-africain né le 6 juillet 1977. Ce fast bowler dispute son premier One-day International (ODI) puis son premier test-match avec l'Afrique du Sud en 1998. Il est à cette occasion le premier Noir — mais pas le premier non-Blanc — à être sélectionné avec cette équipe. Il devient en 2007 le troisième lanceur sud-africain à passer la barre des 300 guichets (éliminations d'adversaires) en test-matchs, après Shaun Pollock et Allan Donald. Dans cette forme de jeu, il réalise en 2003 la meilleure performance en un match pour un joueur de sa nationalité, 13 guichets pour 132 courses concédés. Il annonce sa retraite internationale en novembre 2010 et dispute un dernier Twenty20 avec l'Afrique du Sud en janvier 2011.